# World Series of Poker 2019
Le World Series of Poker 2019 è stata la 50ª edizione della manifestazione. Si sono svolte dal 28 maggio al 16 luglio presso il casinò Rio All Suite Hotel and Casino di Las Vegas. Il tavolo finale del Main Event, con nove giocatori, è stato vinto dal tedesco Hossein Ensan.

## Risultati

### Main Event
| Piazzamento | Nome             | Premio      |
| ----------- | ---------------- | ----------- |
| 1º          | Hossein Ensan    | $10.000.000 |
| 2º          | Dario Sammartino | $6.000.000  |
| 3º          | Alex Livingston  | $4.000.000  |
| 4º          | Garry Gates      | $3.000.000  |
| 5º          | Kevin Maahs      | $2.200.000  |
| 6º          | Zhen Cai         | $1.850.000  |
| 7º          | Nick Marchington | $1.525.000  |
| 8º          | Timothy Su       | $1.250.000  |
| 9º          | Milos Skrbic     | $1.000.000  |